# Tibeti lile
A tibeti lile (Charadrius mongolus) a madarak osztályának, a lilealakúak (Charadriiformes) rendjébe, ezen belül a lilefélék (Charadriidae) családjába tartozó faj.

## Rendszerezése
A fajt Peter Simon Pallas amerikai ornitológus írta le 1776-ban. Sorolták az Aegialitis nembe Aegialitis mongola néven. Egyes szervezetek sorolják az Eupoda nembe Eupoda mongola néven is.

## Alfajai
- Charadrius mongolus atrifrons Wagler, 1829
- Charadrius mongolus mongolus Pallas, 1776
- Charadrius mongolus pamirensis (Richmond, 1896)
- Charadrius mongolus schaeferi Meyer de Schauensee, 1937
- Charadrius mongolus stegmanni Portenko, 1939[1]

## Előfordulása
Szibériában, a Himalája területén és Alaszkában fészkel. Telelni Ázsia déli részére, valamint Afrikába és Ausztráliába vonul. Kóborlásai során eljut Európába is. Természetes élőhelyei a szubtrópusi és trópusi mangroveerdők, gyepek, tengerpartok, torkolatok, sós és édesvizű tavak, folyók és patakok környéke. Vonuló faj.

## Megjelenése
Testhossza 21 centiméter, szárnyfesztávolsága 45-58 centiméter, testtömege 39-110 gramm.
|  |  |

## Szaporodása
Fészekalja 2-3 tojásból áll, melyen 30-35 napig kotlik.

## Természetvédelmi helyzete
Az elterjedési területe rendkívül nagy, egyedszáma ismeretlen. A Természetvédelmi Világszövetség Vörös listáján nem fenyegetett fajként szerepel.